# ニッポン インポッシブル
『ニッポン インポッシブル』（にっぽん いんぽっしぶる）とはフジテレビ系列にて2010年10月12日から2011年3月15日まで毎週火曜日23:00 - 23:30（JST）に放送されていた紀行番組、バラエティ番組である。ハイビジョン制作。
番組のテーマは「体を張ってニッポンを知る」。
2010年4月9日に放送されたパイロット版では2本立てで、クールポコ小野とガリ中島が東京都の県境を歩き、そしてダブルブッキングの川元文太らが舳倉島測量を行っていた。
しかし平均視聴率は7%前後と低迷し、2011年3月15日で終了した。3月8日と3月15日放送の最終回では、乙の県境歩きの企画の未公開映像を放送した。最終回は静岡県東部地震による前番組「美しい隣人」の順延の影響により、23:33開始となった。後番組は『その顔が見てみたい』。

## 出演者

### レギュラー版
- 三宅裕司
- おぎやはぎ
- ゲスト2名（女優・女性タレント）
- 天の声

## スタッフ

### レギュラー版
- ナレーター：杉本るみ
- 編成企画：高盛浩和、塩原充顕
- 構成：田中直人、コバヤシマナブ
- 監修：〆谷浩斗
- TP：辻本豊
- TD：藤田勝巳
- SW：古俣智則
- CAM：岸本正人
- VE：大塚高矢
- AUD：煤田真弓
- LD：小井手正夫
- 美術P：木村文洋
- デザイン：鈴木賢太
- 美術進行：村瀬大
- 大道具：中山寛之
- 操作：駒木幸廣
- オブジェ：植村あゆか
- アクリル装飾：斉藤祐介
- メイク：武部千里
- 編集：藤井竜也
- MA：山本宗大
- 音響効果：磯川浩己
- CG：小城功夫
- タイトル：前川陽介
- TK：松本曜子
- 技術協力：八峯テレビ、glow、テクノマックス、Nextry（2011年1月末までがサウンドエフェクトと表記）、EAT、movs.
- 美術協力：フジアール
- 動画制作：エレメンツ
- 撮影協力：アトラストレック、Apple、GPSならアイ・ディー・エー
- 地図協力：東京地図出版
- 広報：為永佐知男
- AD：杉本美雪、後藤大輝、市野貴也、斎藤思優
- AP：古賀隆介
- ディレクター：井上充、奈良部隆久、柴田琢朗、山本結城、神田真一、チェ・ミョンス
- プロデューサー：永盛健之
- 総合演出：三木康一郎
- 企画制作：フジテレビ
- 制作著作：D:COMPLEX

## コーナー
- ひたすら県境を歩いてみよう！（乙）
- 日本の港を渡り歩こう！（板井麻衣子）
- ニッポン！ 味の境界線 ひたすらSAを回ろう！（彦摩呂、ユージ、北島秀一）
- ニッポンの端っこをくらべてみよう！（ザ・たっち）
- 未知なる洞窟を測量しよう！（川村陽介）

## ネット局と放送時間
| 放送対象地域   | 放送局                    | 系列                                         | 放送曜日・時間                | 遅れ日数   |
| -------------- | ------------------------- | -------------------------------------------- | ----------------------------- | ---------- |
| 関東広域圏     | フジテレビ(CX) （製作局） | フジテレビ系列                               | 火曜 23:00 - 23:30            | 同時ネット |
| 北海道         | 北海道文化放送(UHB)       | フジテレビ系列                               | 火曜 23:00 - 23:30            | 同時ネット |
| 岩手県         | 岩手めんこいテレビ(MIT)   | フジテレビ系列                               | 火曜 23:00 - 23:30            | 同時ネット |
| 宮城県         | 仙台放送(OX)              | フジテレビ系列                               | 火曜 23:00 - 23:30            | 同時ネット |
| 秋田県         | 秋田テレビ(AKT)           | フジテレビ系列                               | 火曜 23:00 - 23:30            | 同時ネット |
| 山形県         | さくらんぼテレビ(SAY)     | フジテレビ系列                               | 火曜 23:00 - 23:30            | 同時ネット |
| 福島県         | 福島テレビ(FTV)           | フジテレビ系列                               | 火曜 23:00 - 23:30            | 同時ネット |
| 新潟県         | 新潟総合テレビ(NST)       | フジテレビ系列                               | 火曜 23:00 - 23:30            | 同時ネット |
| 長野県         | 長野放送(NBS)             | フジテレビ系列                               | 火曜 23:00 - 23:30            | 同時ネット |
| 静岡県         | テレビ静岡(SUT)           | フジテレビ系列                               | 火曜 23:00 - 23:30            | 同時ネット |
| 富山県         | 富山テレビ(BBT)           | フジテレビ系列                               | 火曜 23:00 - 23:30            | 同時ネット |
| 石川県         | 石川テレビ(ITC)           | フジテレビ系列                               | 火曜 23:00 - 23:30            | 同時ネット |
| 福井県         | 福井テレビ(FTB)           | フジテレビ系列                               | 火曜 23:00 - 23:30            | 同時ネット |
| 中京広域圏     | 東海テレビ(THK)           | フジテレビ系列                               | 火曜 23:00 - 23:30            | 同時ネット |
| 近畿広域圏     | 関西テレビ(KTV)           | フジテレビ系列                               | 火曜 23:00 - 23:30            | 同時ネット |
| 島根県・鳥取県 | 山陰中央テレビ(TSK)       | フジテレビ系列                               | 火曜 23:00 - 23:30            | 同時ネット |
| 岡山県・香川県 | 岡山放送(OHK)             | フジテレビ系列                               | 火曜 23:00 - 23:30            | 同時ネット |
| 広島県         | テレビ新広島(TSS)         | フジテレビ系列                               | 火曜 23:00 - 23:30            | 同時ネット |
| 愛媛県         | テレビ愛媛(EBC)           | フジテレビ系列                               | 火曜 23:00 - 23:30            | 同時ネット |
| 高知県         | 高知さんさんテレビ(KSS)   | フジテレビ系列                               | 火曜 23:00 - 23:30            | 同時ネット |
| 福岡県         | テレビ西日本(TNC)         | フジテレビ系列                               | 火曜 23:00 - 23:30            | 同時ネット |
| 佐賀県         | サガテレビ(STS)           | フジテレビ系列                               | 火曜 23:00 - 23:30            | 同時ネット |
| 長崎県         | テレビ長崎(KTN)           | フジテレビ系列                               | 火曜 23:00 - 23:30            | 同時ネット |
| 熊本県         | テレビくまもと(TKU)       | フジテレビ系列                               | 火曜 23:00 - 23:30            | 同時ネット |
| 鹿児島県       | 鹿児島テレビ(KTS)         | フジテレビ系列                               | 火曜 23:00 - 23:30            | 同時ネット |
| 沖縄県         | 沖縄テレビ(OTV)           | フジテレビ系列                               | 火曜 23:00 - 23:30            | 同時ネット |
| 大分県         | テレビ大分(TOS)           | フジテレビ系列 日本テレビ系列                | 水曜 16:24 - 16:53            | 15日遅れ   |
| 宮崎県         | テレビ宮崎(UMK)           | フジテレビ系列 日本テレビ系列 テレビ朝日系列 | 月曜 10:45 - 11:15            | 13日遅れ   |
| 山口県         | 山口放送(KRY)             | 日本テレビ系列                               | 火曜 0:29 - 0:59 （月曜深夜） | 13日遅れ   |

## 番組テーマソング
- MCU feat.天の声「カラダ張りの唄」